# Albæk Sogn (Frederikshavn Kommune)
 For alternative betydninger, se Albæk Sogn. (Se også artikler, som begynder med Albæk Sogn)
Albæk Sogn var et sogn i Frederikshavn Provsti (Aalborg Stift). Sognet ligger i Frederikshavn Kommune (Region Nordjylland). Indtil Kommunalreformen i 2007 lå det i Sæby Kommune (Nordjyllands Amt), og indtil Kommunalreformen i 1970 lå det i Dronninglund Herred (Hjørring Amt).
1. oktober 2010 blev Lyngsaa Kirkedistrikt lagt ind under Albæk Sogn med samtidig navneændring til Albæk-Lyngså Sogn.
I Albæk Sogn findes flg. autoriserede stednavne:
- Albæk (bebyggelse)
- Albæk Gårde (bebyggelse)
- Endelt (bebyggelse)
- Engbæk (bebyggelse)
- Faldt (bebyggelse)
- Favrholt (bebyggelse)
- Fjemb Hede (bebyggelse)
- Frismose (bebyggelse)
- Fæbroen (bebyggelse)
- Grønsig (bebyggelse)
- Holbæk Enge (bebyggelse)
- Holtbjerg (areal, bebyggelse)
- Holtgård (bebyggelse)
- Hytten (bebyggelse)
- Knøsen (bebyggelse)
- Knøsengene (bebyggelse)
- Kringelhede (bebyggelse)
- Lyngså (bebyggelse, ejerlav)
- Lyngså Fælled (bebyggelse)
- Madsgård (bebyggelse)
- Mark (by) (bebyggelse)
- Mosen (bebyggelse)
- Mølholt (bebyggelse)
- Nordost (bebyggelse)
- Nybro (bebyggelse)
- Nørre Sørå (bebyggelse)
- Nørre Voerså Hede (bebyggelse)
- Nørredam (bebyggelse)
- Nørreklit (bebyggelse)
- Pilværn (bebyggelse)
- Porsmose (bebyggelse)
- Præstbro (bebyggelse)
- Rugtved Fælled (bebyggelse)
- Sibirien (bebyggelse)
- Skarpholt (bebyggelse)
- Skarpholt Plantage (areal)
- Skovengen (bebyggelse)
- Stolsholt (bebyggelse)
- Sønder Voerså Hede (bebyggelse)
- Sønderklit (bebyggelse)
- Sørå (bebyggelse)
- Sørå Mark (bebyggelse)
- Voerså (bebyggelse)